# Христианство на Коморах
Христианство на Коморах — одна из религий, представленных в стране.
По данным исследовательского центра Pew Research Center в 2010 году на Коморах проживало менее 10 тысяч христиан, которые составляли 0,5 % населения этой страны. Энциклопедия «Религии мира» Дж. Г. Мелтона оценивает долю христиан в 2010 году в 0,5 % (3,8 тысяч верующих).
Крупнейшими направлениями христианства в стране являются католицизм и протестантизм. В 2000 году на Коморских островах действовало 13 христианских церквей и мест богослужения, принадлежащих 9 разных христианским деноминациям.
По этнической принадлежности большинство христиан на Коморах — французы и малагасийцы. Христианами также является незначительная часть макуа и везо.